# Mueda

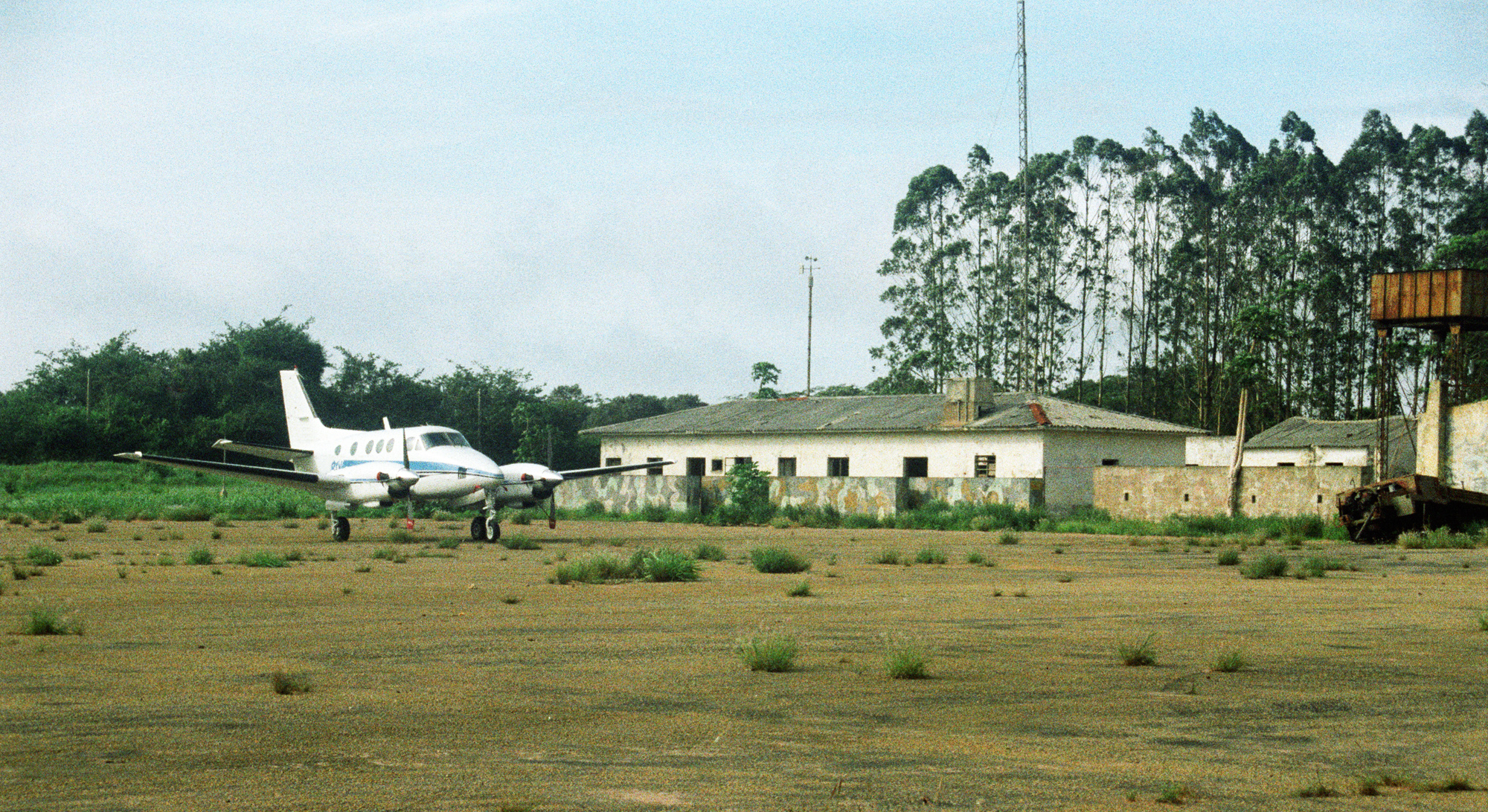
Aeropuerto de Mueda.

Mueda es un distrito situado en la provincia de Cabo Delgado, en Mozambique. Su capital se llama del mismo modo.

## Características
Limita al norte con Tanzania, siendo la frontera internacional el río Rovuma, al oeste con el distrito de Mecula en la provincia de Niassa, al sur con el Montepuez y Meluco, y al este con Mocímboa da Praia y Nangade.
Es el principal centro del pueblo maconde, antes llamado macondo, una de las etnias de Mozambique.
Tiene una superficie de 14.150 km² y según datos oficiales de 1997 una población de 98.654 habitantes, lo cual arroja una densidad de 7 habitantes/km².